# Giorgio I di Bulgaria
Giorgio I di Bulgaria (spessi citato come Giorgio Terter I, in bulgaro Георги Тертер I?; ... – 1308/1309) è stato un sovrano bulgaro che fu zar dell'impero bulgaro dal 1280 al 1292.

## Biografia
La sua data di nascita è sconosciuta mentre il suo regno rappresenta la continuazione del precipitoso declino bulgaro nella seconda metà del XIII secolo.
Anche se Giorgio riuscì a mantenere il trono per più di un decennio (a differenza dei suoi due immediati predecessori), sembra non sia riuscito ad affermarsi contro le forze centrifughe, anche nella sua capitale. Questo limitò fortemente la possibilità di impegnarsi nella politica internazionale su grande scala o addirittura rimanere indenne alle aggressioni straniere e alle incursioni mongole. Durante gli anni caotici precedenti la sua salita al trono, la Bulgaria aveva perso tutta la Tracia ad opera dell'Impero bizantino e, sotto il suo regno, i possedimenti rimasti in Macedonia vennero divisi tra i serbi e bizantini nel periodo 1282-1284.
I precedenti di Giorgio I non sono chiari, ma le fonti bizantine testimoniano che era di discendenza bulgare e cumana, cosa corroborata da suo doppio nome (Giorgio Terter), che richiama il nome del clan cumano Terteroba. Giorgio ebbe almeno un fratello, di nome Aldimir (Eltimir), che venne fatto despota o dal suo fratello maggiore o dalla reggenza di Ivan II.
Quando Ivan Asen III divenne imperatore a Tărnovo, nel 1279, durante la sommossa di Ivailo, cercò di rafforzare la sua posizione alleandosi con Giorgio Terter. Quest'ultimo divorziò dalla prima moglie Maria, che venne inviata, insieme al loro figlio Teodoro Svetoslav, come ostaggio presso l'impero bizantino, per sposare Maria (Kira Maria), la sorella di Ivan Asen III. Giorgio divenne quindi despota, il grado più alto nella gerarchia della corte bizantino-bulgara.

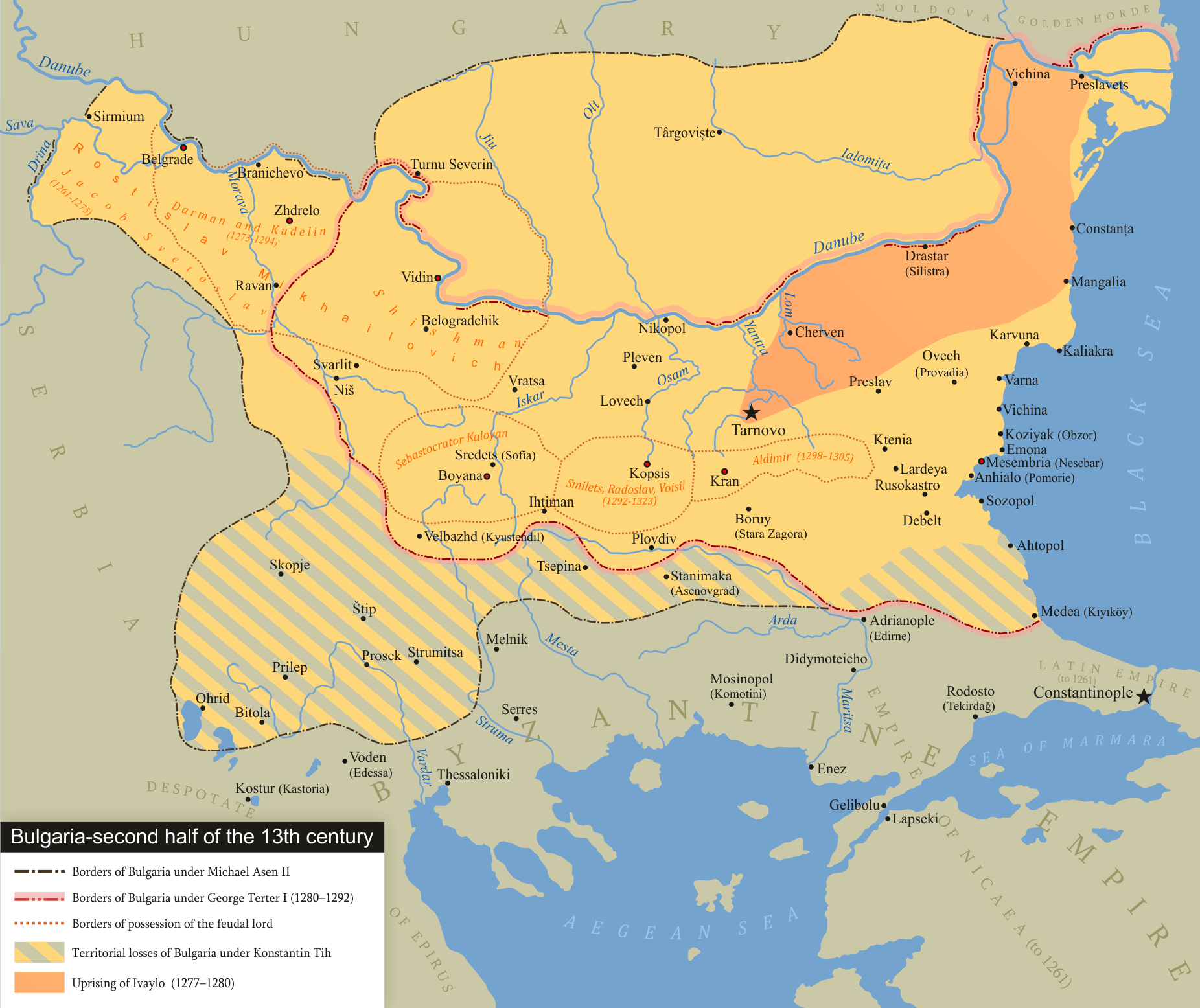
La Bulgaria nella seconda metà del XIII secolo. Il colore arancio scuro mostra l'impero sotto Giorgio I Terter.

I continui successi di Ivailo contro i rinforzi bizantini portarono Ivan Asen III a fuggire dalla capitale verso l'impero bizantino, mentre Giorgio Terter divenne imperatore nel 1280. Con la minaccia di Ivailo e la rimozione di Ivan Asen III, Giorgio Terter fece un'alleanza con il re Carlo I di Sicilia, con Stefan II Dragutin della Serbia e con la Tessaglia contro Michele VIII Paleologo nel 1281. L'alleanza fallì a causa del fatto che Carlo fu distratto dai Vespri siciliani e dalla conseguente secessione della Sicilia nel 1282, mentre la Bulgaria venne devastata dai mongoli dell'Orda d'oro sotto Nogai Khan. Alla ricerca di un sostegno serbo, Giorgio Terter promise la figlia, Anna, al re serbo Stefano Uroš II Milutin nel 1284.
Dopo la morte dell'imperatore bizantino Michele VIII Paleologo nel 1282, Giorgio negoziò con l'impero bizantino il rilascio della sua prima moglie che venne poi realizzato attraverso un trattato e le due Maria si scambiarono il posto come imperatrice e ostaggio. Teodoro Svetoslav tornò in Bulgaria, dopo il successo della missione del Patriarca Gioacchino III, e si proclamò co-imperatore di suo padre, ma dopo l'altra invasione mongola nel 1285, venne dato come ostaggio a Nogai Khan. L'altra sorella di Teodoro, Elena, venne inviata ai mongoli, dove sposò il figlio di Nogai, Čaka di Bulgaria.
Per ragioni sconosciute, anche se forse sotto la pressione mongola, Giorgio cercò rifugio presso l'impero bizantino nel 1292. L'imperatore Andronico II in un primo momento si rifiutò di riceverlo, forse temendo complicazioni con i mongoli, e Giorgio venne tenuto in attesa, in condizioni miserabili, in prossimità di Adrianopoli fino a quando venne finalmente mandato a vivere in Anatolia e passò il successivo decennio della sua vita nell'oscurità. Nel 1301 suo figlio Teodoro Svetoslav, già imperatore della Bulgaria, sconfisse un esercito bizantino e catturò tredici alti ufficiali che scambiò con il padre.
In Bulgaria, Giorgio non tornò a condividere il potere con suo figlio, ma fu confinato a una vita di lusso in una città scelta dal figlio. Un'iscrizione di una chiesa scavata nella roccia nei pressi di Ivanovo cita laconicamente la morte dell'"imperatore Gergi" nell'anno 1308/1309.

## Famiglia
Giorgio Terter I si sposò due volte. Dalla su a prima moglie, una bulgara di nome Maria, ebbe due figli:
1. Teodoro Svetoslav, imperatore di Bulgaria nel periodo 1300–1322
2. Elena, sposata a Čaka, che fu imperatore di Bulgaria nel periodo 1299–1300.

Dalla sua seconda moglie, Maria (Kira Maria), sorella di Ivan Asen III, ebbe una figlia:
1. Ana Terter, che sposò prima Stefano Uroš II Milutin di Serbia, e poi Demetrio Ducas Comneno Cutrule.